# Krzyżówka (gmina Pogiry)
Krzyżówka (lit. Kryžiškės; pol. hist. Krzyżówka Terniańska) – wieś na Litwie, w okręgu wileńskim, w rejonie wileńskim, w gminie Pogiry, przy drodze krajowej 202.
W pobliżu znajduje się jezioro zaporowe Krzyżówka.

## Historia
Pod zaborami i w II Rzeczypospolitej zaścianek. W XIX i w początkach XX w. położona była w Rosji, w guberni wileńskiej, w powiecie trockim. Po I wojnie światowej pod administracją polską, w Zarządzie Cywilnym Ziem Wschodnich. W latach 1920–1922 w składzie Litwy Środkowej.
Od 11 kwietnia 1922 leżała w Polsce, w województwie wileńskim, w powiecie wileńsko-trockim, do 1 kwietnia 1927 w gminie Landwarowo, następnie w gminie Rudomino. W 1931 miejscowość liczyła 42 mieszkańców, zamieszkałych w 5 budynkach.
Po II wojnie światowej w granicach Związku Sowieckiego. Od 1991 na niepodległej Litwie.